# 하이 힐 크라임
《하이 힐 크라임》(High Heels And Low Lifes)은 미국에서 제작된 멜 스미스 감독의 2001년 액션, 드라마, 코미디 영화이다. 미니 드라이버 등이 주연으로 출연하였고 우리 프러치만 등이 제작에 참여하였다.

## 홈 미디어
미국에서 Buena Vista는 2002년 4월 9일 DVD로 하이 힐 크라임을 출시하였고 나중에 밀 크릭 엔터테인먼트가 가정 배급권을 인수하면서 2016년 3월 15일 Pretty Dumb Criminals: Triple Felony Feature의 일부로 출시하였다.

## 출연

### 주연
- 미니 드라이버
- 메리 맥코막

### 조연
- 케빈 맥널리
- 마크 윌리암스
- 대니 디어
- 마이클 갬본

## 기타
- 공동제작: 닉키 켄티시 반즈
- 미술: 마이클 피코드
- 의상: 제니 테미
- 배역: 케이트 로즈 제임스